# Benny Södergren
Erik Benny Södergren  (ur. 23 czerwca 1948 w Torshälla) – szwedzki biegacz narciarski, brązowy medalista olimpijska.

## Kariera
W 1976 r. wystartował na igrzyskach olimpijskich w Innsbrucku. Były to jego pierwsze i zarazem ostatnie igrzyska w karierze. Osiągnął tam swój największy sukces zajmując trzecie miejsce w biegu na 50 km stylem klasycznym. W biegu tym wyprzedzili go jedynie zwycięzca Ivar Formo z Norwegii oraz Gert-Dietmar Klause z NRD. Wspólnie z Christerem Johanssonem, Thomasem Wassbergiem i Svenem-Åke Lundbäckiem zajął czwarte miejsce w sztafecie. Szwedzi przegrali walkę o brązowy medal z reprezentantami Związku Radzieckiego. Na tych samych igrzyskach zajął także 12. miejsce w biegu na 30 km oraz 13. miejsce w biegu na 15 km stylem klasycznym.

## Osiągnięcia

### Igrzyska olimpijskie
| Miejsce | Dzień     | Rok  | Miejscowość | Konkurencja             | Czas biegu | Strata   | Zwycięzca          |
| ------- | --------- | ---- | ----------- | ----------------------- | ---------- | -------- | ------------------ |
| 12.     | 5 lutego  | 1976 | Innsbruck   | 30 km stylem klasycznym | 1:30:29,38 | +2:43,60 | Siergiej Sawieljew |
| 13.     | 8 lutego  | 1976 | Innsbruck   | 15 km stylem klasycznym | 43:58,47   | +2:01,44 | Nikołaj Bażukow    |
| 4.      | 11 lutego | 1976 | Innsbruck   | Sztafeta 4 × 10 km      | 2:07:59,72 | +3:17,16 | Finlandia          |
| 3.      | 14 lutego | 1976 | Innsbruck   | 50 km stylem klasycznym | 2:37:30,05 | +2:09,16 | Ivar Formo         |

### Mistrzostwa świata
| Miejsce | Dzień     | Rok  | Miejscowość | Konkurencja             | Czas biegu | Strata   | Zwycięzca      |
| ------- | --------- | ---- | ----------- | ----------------------- | ---------- | -------- | -------------- |
| 33.     | 22 lutego | 1978 | Lahti       | 15 km stylem klasycznym | 49:09,37   | +2:38,29 | Józef Łuszczek |

### Puchar Świata
W sezonach 1973/1974 - 1980/1981 Puchar Świata rozgrywany był nieoficjalnie.

#### Miejsca w klasyfikacji generalnej
- sezon 1974/1975: 11.
- sezon 1975/1976: 19.
- sezon 1976/1977: ?
- sezon 1977/1978: 17.

#### Miejsca na podium
1. Innsbruck – 14 lutego 1976 (50 km) – 3. miejsce